# Его батальон
«Его батальон» — произведение советского белорусского писателя Василя Быкова, написанное в 1985 году. Относится к череде повестей о войне, изложенная автором в глубоком и полном раскрытии накала тех военных лет глазами командира батальона Волошина.

## Сюжет
Капитан Волошин, командир батальона, поредевшего из-за тяжелых боев, оказался перед укрепленным противником. Действие происходит зимой и конкретно не уточняется в каком году и каком месте (вероятно, на Южном фронте зимой 1943—1944 годов). Волошин не хочет кидать батальон в бессмысленную атаку на противника, но поступает приказ: «занять позиции укрепленного противника». Ценой больших потерь это удается. Волошин тяжело переживает потерю личного состава. Здесь присутствует пес-немецкая овчарка Джим, который был любимцем комбата и которого забирает к себе генерал, который прибыл в батальон и устроил там разнос Волошину за невзятие высоты. Автор показывает нелегкое положение батальона: потери личного состава, прибытие необстрелянных новичков из Средней Азии, внутреннее состояние и переживания Волошина, некомпетентность Гунько, угрюмость Маркина и его честолюбивость.

## Экранизация
В 1988 году по повести был снят советский фильм «Его батальон».